# Трихомоноз
Трихомоноз, трихомоніаз — запальне захворювання органів сечостатевої системи, яке спричинює вагінальна трихомонада (Trichomonas vaginalis).
В Україні, за даними МОЗ, щорічно реєструється близько 400 тисяч нових випадків цих хвороб у такому порядку: сифілісу, гонореї, хламідіозу, герпесу, сечостатевого мікоплазмозу, генітального кандидозу і трихомоніазу.
Збудник захворювання передається статевим шляхом. Вагінальні трихомонади нестійкі до впливу різних чинників довкілля і під їх впливом швидко гинуть, але при порушенні санітарно-гігієнічного режиму можливе нестатеве зараження. Таким шляхом хвора мати може заразити дитину.
Хворіють чоловіки та жінки, хоча у чоловіків трихомоноз перебігає, як правило, непомітно. Запалення сечовидільного каналу, зумовлене трихомонадою, може супроводжуватися лише незначними слизовими виділеннями, що не викликають неспокою. Чоловік, не підозрюючи про хворобу, може не лікуватися і служить постійним джерелом зараження. Нелікований трихомоноз може привести до поширення запалення на придатки яєчок, унаслідок якого часто виникає безпліддя; можливий перехід хвороби в хронічну форму, що важко лікується. 
У жінок найчастіше уражається вагіна. Захворювання проявляється виділеннями білей, що нерідко мають неприємний запах; відчувається свербіння в вагіні і вульві. При зниженні опірності організму, а також під час менструації, запалення може поширитися на матку та її придатки. При виявленні трихомонозу у жінки лікуватися слід обом сексуальним партнерам.
Труднощі лікування хвороб, що передаються статевим шляхом, дуже часто пов'язані з одночасним невиявленим та невилікуваним трихомоніазом, збудник якого здатний захопити всередину інші, менші за розміром, мікроорганізми, чим унеможливлює дію на них антибактерійних чи противірусних препаратів. Своєю чергою, діагностика і лікування трихомоніазу в окремих випадках може являти собою значні труднощі.

## Діагностика
Дуже часто використовують світлову мікроскопію. Для виявлення трихомонад виділення зі статевих органів беруть петлею, наносять на предметне скло, накривають покривним склом і відразу розглядають під мікроскопом. Живі трихомонади енергійно рухаються, мають характерну грушоподібну форму і чотири джгутики. Якщо в мазках виявляють трихомонади, а клінічні прояви захворювання відсутні, говорять про носійство трихомонад, частота якого у жінок коливається від 10 до 35 %, а у чоловіків — від 2 до 16 %. Діагностування трихомоніазу часто дуже утруднене на фоні клітин епітелію. Серед особливостей трихомонад слід відзначити їх здатність маскуватись під епітеліальні клітини, що іноді обманює навіть досвідчених лаборантів та скеровує лікаря хибним лікувальним шляхом. Дуже важко діагностувати атипові форми трихомоніазу, адже тоді трихомонади майже не рухаються і в них відсутні рухливі джгутики.
Про наявність трихомоніазу може непрямо свідчити спермограма, яка показує велику кількість мертвих сперматозоїдів, оскільки рідина з простати, що заражена трихомонадами, змішується зі спермою, унеможливлює життєдіяльність сперматозоїдів. Треба пам'ятати, що є також й інші хвороби, які призводять до загибелі сперматозоїдів.

## Лікування
Лікування трихомонозу тривале; невчасне самовільне припинення лікування (при зникненні проявів хвороби) нерідко приводить до рецидиву і появи трихомонад, стійких до застосованих препаратів. Для лікування використовують секнідазол, якій дуже часто застосовують разом з азитроміцином та флуконазолом з метою комплексного лікування хвороб, що передаються статевим шляхом. На сьогодні менш ефективними є метронідазол, тинідазол, орнідазол, німоразол. Ці препарати при прийомі всередину діють на всі вогнища трихомонадної інфекції. Тривалість лікування, графік прийому препаратів визначає лише лікар. В період лікування необхідно особливо суворо дотримуватись правил особистої гігієни; слід щодня міняти білизну, пропрасовувати її гарячою праскою, приймати гігієнічний душ, ретельно обмиваючи тіло; необхідна сексуальна стриманість. Після лікування слід протягом 2-3 місяців періодично відвідувати лікаря для контрольного обстеження (жінки — після менструації). За необхідності, особливо при тривалому перебігу інфекції, проводять імунотерапію.[джерело?] Для захисту печінки від негативного впливу антитрихомонадних препаратів використовують гепатопротектори.